# Alberto Ruiz Novoa
Alberto Ruiz Novoa, né le 3 janvier 1917 à Bucaramanga et mort le 14 janvier 2017 à Bogota, est un militaire colombien, commandant du bataillon colombien engagé dans la Guerre de Corée, commandant de l'armée de terre de 1960 à 1962, et ministre de la guerre de Guillermo León Valencia de 1962 à 1965. Durant son mandat au ministère de la guerre, il met un terme au phénomène des bandes armées qui restaient actives dans des régions reculées du pays, dont le Tolima, après la période de La Violencia, et mène à bien l'offensive contre la République de Marquetalia, enclave communiste au sud du Tolima, avec l'aide des États-Unis.
Son action comme ministre de la défense est appréciée et il devient assez populaire. Il est limogé en février 1965 après des discours où il critiquait la politique de León Valencia, trop favorable à l'« aristocratie ». Selon lui, le pays avait besoin d'une réforme agraire énergique et d'une « révolution socio-économique » de type "nassériste"; il affirmait également que l'avenir de la guerre serait la guérilla. Il était également accusé de préparer un coup d'État.
Il participe aux élections de 1966.